# National Airlines
National Airlines — американская грузо-пассажирская авиакомпания, базирующаяся в городе Ипсиланти, штат Мичиган. Выполняет регулярные и чартерные грузовые и пассажирские авиаперевозки. Её основная база — Willow Run Airport близ Ипсиланти

## История
Авиакомпания была основана в 1985 году как Murray Air и начала перевозки в декабре 1986 года самолётом Mitsubishi MU-2, переделанном для перевозки грузов. В апреле 2005 Murray Air и её сестринская компания, Murray Aviation, стали выполнять свои перевозки под лётным сертификатом Murray Air. В декабре 2008 года, после того, как компания была выкуплена группой National Air Cargo, Murray Air сменила своё название на National Airlines и работает под зонтичным брендом National Air Cargo Group, Inc.

В секторе грузовых перевозок National Airlines использует два самолёта Douglas DC-8-63CF и один Douglas DC-8-71F. В апреле 2009 перевозчик начал полёты между Ипсиланти и авиабазой Баграм; в августе того же года полёты были продолжены до аэропорта Кандагара.
Летом и в сентябре 2010 года авиакомпания ввела в эксплуатацию два грузовых Boeing 747-400 с бортовыми номерами TF-NAC и TF-NAD (собственником является исландская авиакомпания Air Atlanta Icelandic)

## Флот

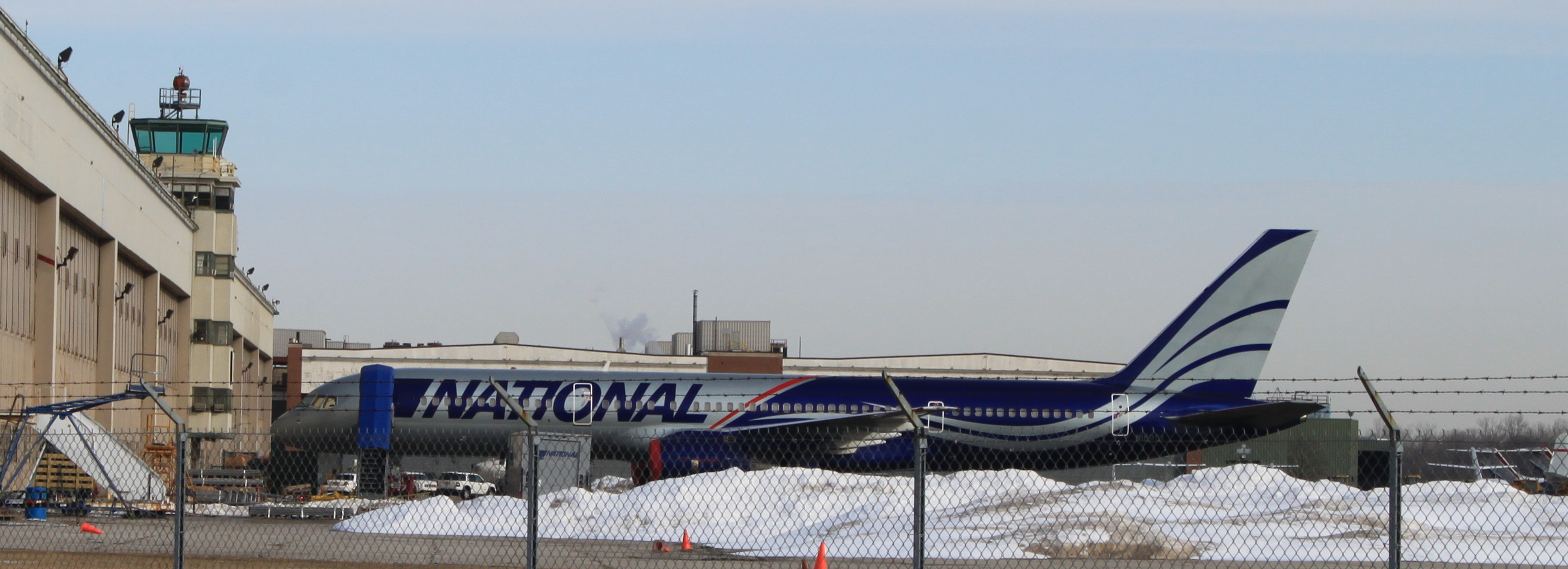
Грузопассажирский Boeing 757-200 National Airlines

На февраль 2022 года флот National Airlines включал в себя:
| Фото                                                   | Кол-во | Модель самолёта   | Год ввода в эксплуатацию | Регистрация                               |
| ------------------------------------------------------ | ------ | ----------------- | ------------------------ | ----------------------------------------- |
| -                                                      | 1      | Airbus A330-200   | 2020                     | N819CA                                    |
| Cargo Boeing 747-428(BCF) of National Airlines cropped | 6      | Boeing 747-400(F) | 2011                     | N702CA N729CA N756CA N919CA N936CA N952CA |
| Boeing 757-28A, National Airlines AN2224813            | 1      | Boeing 757-200    | 2021                     | N963CA                                    |

В течение 2011 года планируется ввести во флот пять грузо-пассажирских самолётов Boeing 757-200.

## Аварии и происшествия
- 29.04.2013 — Катастрофа Boeing 747 в Баграме — авиационная катастрофа, произошедшая в понедельник 29 апреля 2013 года. Грузовой самолёт Boeing 747-428BCF авиакомпании National Airlines выполнял рейс NCR102 (позывной — ISAF 95AQ) по маршруту Лашкаргах—Баграм—Дубай, но через несколько секунд после вылета из Баграма потерял управление и рухнул на землю в 1,5 километрах от торца ВПП. Погибли все находившиеся на его борту 7 членов экипажа.